# Frederick Selous

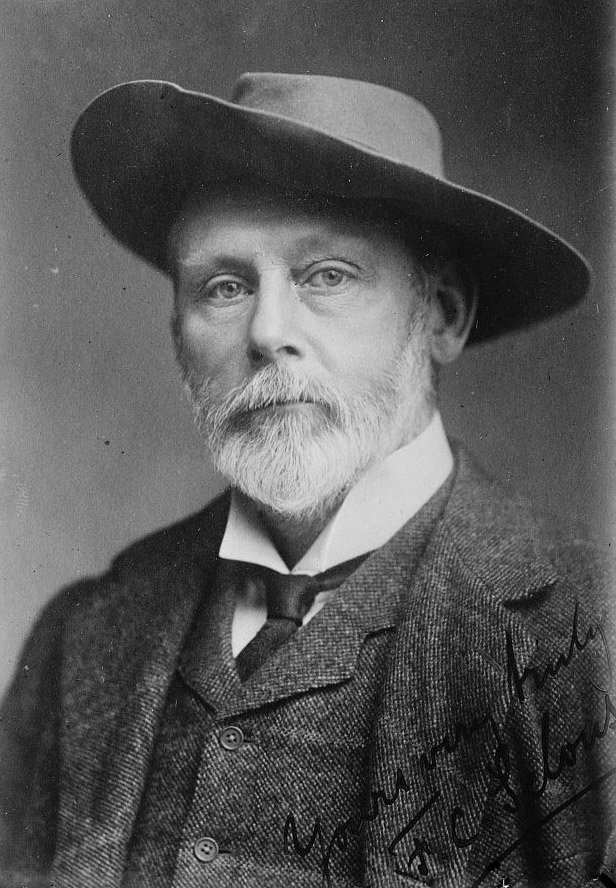
Frederick Selous.

Frederick Courteney Selous, född 31 december 1851 i London, död den 4 januari 1917 vid Beho-Beho, var en engelsk jägare och Afrikaforskare.
Selous studerade vid flera tyska högskolor och for 1871 till Sydafrika för att studera de vilda djuren i deras naturliga omgivning samt vistades företrädesvis i Rhodesia, där han av Matabelehövdingen Lobengula och hans folk mottogs med mycken välvilja och där han sedan med korta avbrott uppehöll sig till 1890, varunder han lärde väl känna land och folk samt gjorde värdefulla etnografiska studier. År 1890 trädde han i tjänst hos Brittiska sydafrikanska kompaniet som ledare åt den till Mashonaland utsända pionjärexpeditionen. Han begav sig därefter österut, till Manica, och förde där underhandlingar, som ledde till, att landet ställdes under brittisk kontroll. Han deltog i det första Matabelekriget (1893) och i det andra (1896), som han skildrade i Sunshine and storm in Rhodesia (1896). Även efteråt fortsatte han sina jakter i Mindre Asien, Rocky Mountains i Brittiska Nordamerika och på andra ställen. Sina jaktminnen upptecknade han i A hunter's wanderings in Africa (1881; flera upplagor), Travel and adventure in South-East Africa (1893), Sport and travel, east and west (1900), Recent hunting trips in British North America (1907), African nature notes and reminiscences (1908), det sista ett värdefullt tillskott till kunskapen om Afrikas fauna. Selous organiserade 1909–1910 Roosevelts jaktexpedition till Brittiska Östafrika. Under första världskriget var han kapten i den snabbt sammansatta 25:e bataljonen. Under fälttåget i Tyska Östafrika 1917 föll han offer för en tysk prickskytt. Selous anses vara originalet till Rider Haggards hjälte "Allan Quatermain".